# Donald Douglas (attore 1933)
Donald Douglas (Falkirk, 7 marzo 1933) è un attore britannico.

## Biografia
È stato protagonista di film, show televisivi e serie come Doctor Who, Blake's 7 e Agente speciale. Le sue apparizioni cinematografiche includono Quell'ultimo ponte (1977), Highlander: Endgame (2000) e una partecipazione ne Il diario di Bridget Jones (2001), nel ruolo dell'Ammiraglio Darcy.
Ha interpretato lo zar Alessandro I di Russia, nella miniserie televisiva della BBC Guerra e pace, insieme ad Anthony Hopkins, e nel 1992 ha recitato nel ruolo di Franklin Clarke nella serie Poirot.
È inoltre apparso in numerosi episodi di Monarch of the Glen, nel ruolo del Dr. Gordon McKendrick, e in vari episodi di EastEnders, Kavanagh QC e nella serie Casualty.

## Filmografia parziale

### Cinema
- Quell'ultimo ponte (A Bridge Too Far), regia di Richard Attenborough (1977)
- Broad Street (Give My Regards to Broad Street), regia di Peter Webb (1984)
- Fotografando i fantasmi (Photographing Fairies), regia di Nick Willing (1997)
- Highlander: Endgame, regia di Douglas Aarniokoski (2000)
- Pollice verde (Greenfingers), regia di Joel Hershman (2000)
- Il diario di Bridget Jones (Bridget Jones's Diary), regia di Sharon Maguire (2001)
- La vera storia di Jack lo squartatore - From Hell (From Hell), regia di Albert Hughes (2004)
- Che pasticcio Bridget Jones! (Bridget Jones: The Edge of Reason), regia di Beeban Kidron (2004)
- Bridget Jones's Baby, regia di Sharon Maguire (2016)
- Nessuno deve sapere (Nobody Has to Know), regia di Bouli Lanners (2021)

### Televisione
- Pietro e Paolo (Peter and Paul), regia di Robert Day - miniserie TV (1981)
- L'uomo che viveva al Ritz (The Man Who Lived at the Ritz), regia di Desmond Davis - film TV (1989)

## Doppiatori italiani
Nelle versioni in italiano delle opere in cui ha recitato, Donald Douglas è stato doppiato da:
- Carlo Sabatini in Poirot
- Mario Milita ne Il diario di Bridget Jones
- Domenico Strati in Nessuno deve sapere